# Vad gör de nu?
Vad gör de nu? är en antologi där 53 författare skrivit om vad 59 filmfigurer gör den 27 april 2010, så kallad fan fiction. Boken gavs ut 2011 av Nicotext i samband med Göteborg International Film Festival. Den utgör nummer 126 i serien Filmkonst. Redaktör och initiativtagare är Alexander Kandiloros.

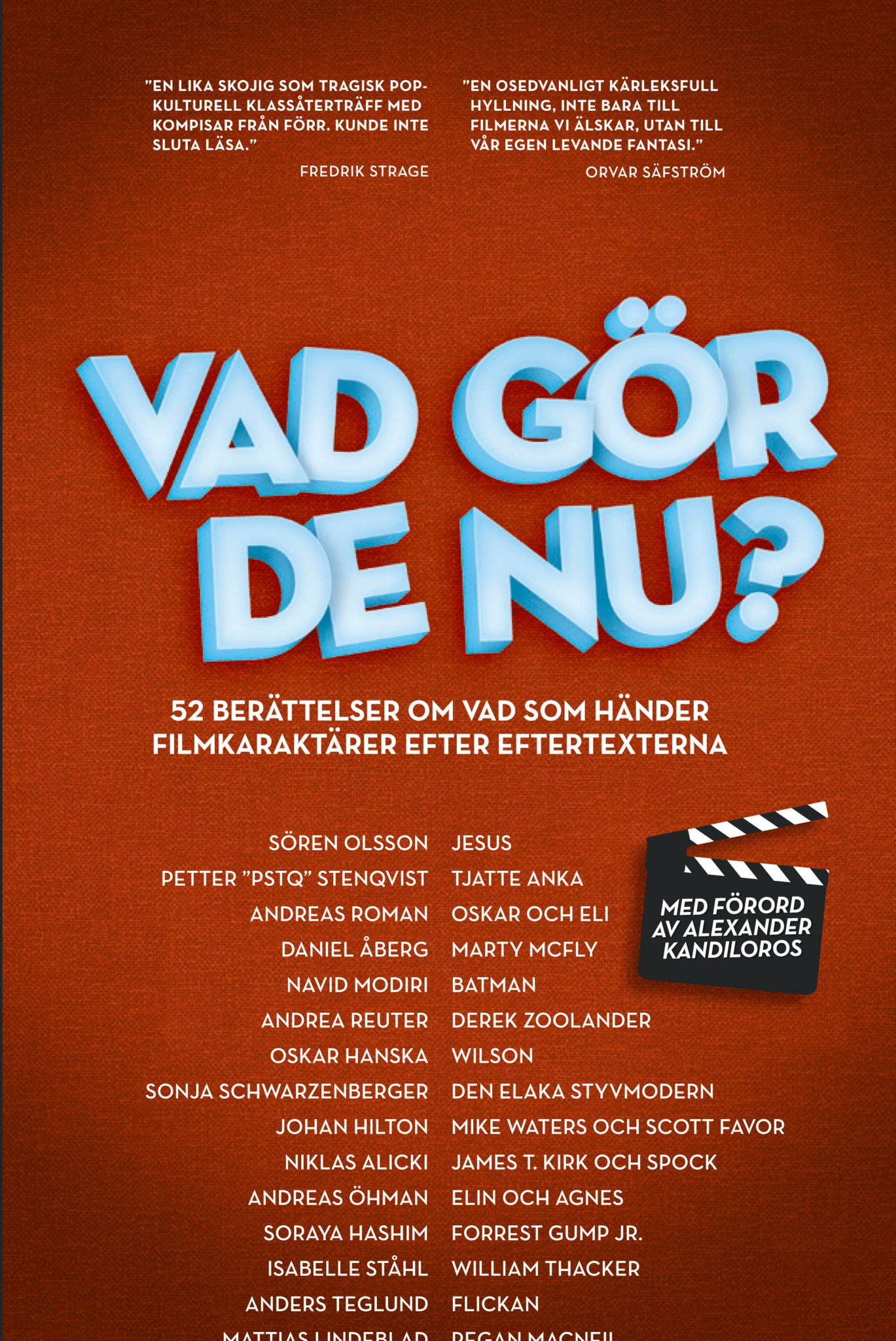
Bokomslag

## Medverkande i antologin
- Thommy Tengborg - "En osannolik hjälte" – Om John McClane från Die Hard (1988)
- Markus Josefsson - "Alice, hon kommer alltid att hjälpa dig" – Om Leonard Shelby från Memento (2000)
- Petter "Pst/Q" Stenqvist - "Hans enda seger" – Om Tjatte Anka från Farbror Joakim och jakten på den försvunna lampan (1990)
- Marcus Johansson - "Du förlorade mig när du sa hej då" – Om Dorothy Boyd från Jerry Maquire (1996)
- Nina Thell - "Tisdag – återlämning av hund" – Om Jeffrey "The Dude" Lebowski från The Big Lebowski (1998)
- Erika Norén - "Eternal Hopefulness of the Desperate Mind" – Om Joel Barrish och Clementine Kruczynski från Eternal Sunshine of the Spotless Mind (2004)
- Johan Miderberg - "Ruta ett" – Om Charlotte från Lost in Translation (2003)
- Jacob Stålhammar - "Intervju med Cheshirekatten" – Om Cheshirekatten från Alice i underlandet (1951)
- Andreas Öhman - "Jag är hellre lycklig nu" – Om Elin och Agnes från Fucking Åmål (1998)
- Anders Annikas - "Du ser en kvinna som du känner igen" – Om Allison Reynolds och Claire Standish från The Breakfast Club (1985)
- Alva Blästa - "Ark" – Om Stéphanie från The Science of Sleep (2005)
- Agnes Arpi - "Lustmord" – Om Darryl Dickinson från Thelma & Louise (1991)
- Daniel Åberg - "Dit vi ska behövs inga vägar" – Om Marty McFly från Tillbaka till framtiden (1985)
- Rikard Uddenberg - "….och på den tremiljonersexhundrafemtiotretusentvåhundraåttiofemte dagen softade Gud, och krökade" – Om Gud från Bruce den allsmäktige (2003)
- Soraya Hashim - "Run, Forrest, run!" – Om Forrest Gump Jr. från Forrest Gump (1994)
- Anders Teglund - "Frys mig" – Om Flickan från Flickan (2009)
- Martin Davidsson - "Rehab is for quitters" – Om Mathilda från Léon (1994)
- Henrik Åström - "När urverket stagnerar bryts tiden itu" – Om Alex DeLarge från A Clockwork Orange (1971)
- Monir J. Othman - "Den förlorade" – Om Travis Bickle från Taxi Driver (1976)
- Evelina Larsson - "Alexander Perchovs dagliga diarium" – Om Alex Perchov från Allt är upplyst (2005)
- Sarah Timonen - "Deal with it" – Om Sean Bateman från The Rules of Attraction (2002)
- Anton Bjurvald - "Den gyllene generationen" – Om Lt. Aldo Raine och Col. Hans Landa från Inglourious Basterds (2009)
- Daniel Gustafsson[förtydliga] och Andreas Skyman - "Ibland måste man tala om den tid som har varit" – Om Kusakabe Mei från Min granne Totoro (1985)
- Elina Wessman - "En enda man" – Om Ragnar Vanheden från Jönssonligan (1981)
- Morgan Jensen - "Bagdad Express" – Om Sergeant First Class William James från The Hurt Locker (2008)
- Adrian Black - "Valley champ" – Om Daniel LaRusso från Karate Kid: Sanningens ögonblick (1984)
- Sara Bergmark Elfgren - "Den där dagen" – Om Stella från Point Break (1991)
- Annika Ivarsson - "Silverpapper" – Om Eva från Darling (2007)
- Dharma Garde Palme - "Amélie Poulains öde" – Om Amélie Poulain från Amelie från Montmartre (2001)
- Elin Abrahamsson - "I grannens vatten" – Om Ariel från Den lilla sjöjungfrun (1989)
- Johan Hilton - "This road will never end" – Om Mike Waters och Scott Favor från På drift mot Idaho (1991)
- Oskar Hanska - "I händerna på en sömmerska" – Om Wilson från Cast Away (2000)
- Pål Fredriksson - "Tillbaka till striktan" – Om Vivian Ward från Pretty Woman (1990)
- Kasper Nowakowski - "Han krigar för unga talanger" – Om Swan från The Warriors – krigarna (1979)
- Navid Modiri - "@batmanthereal" – Om Bruce Wayne från Batman Begins (2005) mfl.
- Petter Nallo - "Marionetten" – Om Stig Helmer Olsson från Sällskapsresan (1980)
- Niklas Alicki - "Star Trek: The Road to Tomorrow's Past" – Om James T. Kirk och Spock från Star Trek (1979) mfl.
- Kristoffer Viita - "Ditt hem är här" – Om Lance B. Johnson från Apocalypse (1979)
- Joakim Sten - "Nere på jorden" – Om Ryan Bingham från Up in the Air (2009)
- Sören Olsson - "Jesus Christ Superstar" – Om Jesus från The Passion of the Christ (2004), Life of Brian (1979), mfl.
- Alexander Kawczynski - "Mina vänner" – Om Henry Chinaski från Barfly, Factotum, SOm ebody to Love (1987, 2005, 2007)
- Isabelle Ståhl - "Den utvalde" – Om William Thacker från Notting Hill (1999)
- Rikard Hjort - "Mouthful of Loving Choke (44 Links of Chain)" – Om Jude Quinn från I'm Not There (2007)
- Andreas Roman - "Oskars klagan" – Om Oskar och Eli från Låt den rätte komma in (2008)
- Mimmi Nordling - "Morgon" – Om Lorelei Lee från Herrar föredrar blondiner (1953)
- Sonja Schwarzenberger - "Den farligaste spegeln I världen" – Om Den elaka styvmodern från Snövit och de sju dvärgarna (1937)
- Mattias Lindeblad - "Lejonhuvud" – Om Regan MacNeil från Exorcisten (1973)
- Mindy Christiernin Lara - "Dam-da-da-da-daa" – Om Mitch Henessey från Long Kiss Goodnight (1996)
- Mona Masri - "Om arv" – Om Linda Lovelace från Deep Throat (1972)
- Åsa Karlsson - "Does your mother know" – Om Muriel Heslop från Muriels bröllop (1994)
- Andrea Reuter - "Kära Kronprinsessa" – Om Derek Zoolander från Zoolander (2001)
- Alexander Kandiloros (även redaktör) - "Crouching Tyler, Hidden Durden" – Om berättaren från Fight Club (1999)

## Recensioner i media
- "En lika skojig som tragisk popkulturell klassåterträff med kompisar från förr. Kunde inte sluta läsa." - Fredrik Strage

- "En osedvanligt kärleksfull hyllning, inte bara till filmena vi älskar, utan till vår egen levande fantasi." - Orvar Säfström

- "Ett mästerverk." - SlashTV

- "Jag känner mig tvärt ointresserad av Kandiloros nördbok. Men det är alltså innan jag börjar läsa." - Arbetarbladet

- "Inte ... annat än lysande. Detta är ... redan en kultbok!" - Rolli Fölsch, BTJ

- "Förträfflig och hetsigt uppiggande läsning, detta. Tvärs och rakt igenom." - Rolf Nilsén, Norrbottens-Kuriren